# Polisportiva Dinamo 2015-2016
Questa voce raccoglie le informazioni riguardanti la Polisportiva Dinamo Sassari nelle competizioni ufficiali della stagione 2015-2016.

## Stagione
La stagione 2015-2016 della Dinamo Sassari, sponsorizzata Banco di Sardegna, è la 6ª in Serie A. Il club sardo, inoltre, partecipa per la 2ª volta all'Eurolega, per la 4ª volta all'Eurocup, per la 5ª  volta alla Coppa Italia e per la 2ª volta alla Supercoppa italiana.
La Dinamo Sassari si presenta ai nastri di partenza della nuova stagione con un roster ancora una volta rivoluzionato. Rispetto alla stagione scorsa non ci sono più Massimo Chessa passato alla Trapani Shark, Kenny Kadji andato al N.B. Brindisi, Jeff Brooks accordatosi con l'Avtodor Saratov, Shane Lawal andato al Barcellona, lascia dopo ben nove stagioni anche il capitano Manuel Vanuzzo e Cheikh Mbodj passato al Czarni Słupsk.
Restano a lungo inattivi prima di trovare una nuova squadra Édgar Sosa il P. Bandar Imam, Rakim Sanders l'Olimpia Milano e Jerome Dyson l'Auxilium Torino.

Alte operazioni in uscita: i prestiti di Marco Spissu al Derthona Basket e di Enrico Merella al Basket Agropoli.
Della squadra capace di conquistare il triplete nella stagione precedente sono stati confermanti solamente Giacomo Devecchi, Brian Sacchetti, Matteo Formenti e David Logan.
A questi si sono aggiunti: il playmaker statunitense, ma di passaporto georgiano Marquez Haynes, l'ala piccola congolese Christian Eyenga, l'esterno Lorenzo D'Ercole, il playmaker croato Rok Stipčević, il centro statunitense Jarvis Varnado, l'ala grande USA Brent Petway, l'ala-centro USA Joe Alexander, il playmaker giapponese Yūki Togashi, e l'esperto Denis Marconato.

Il 17 agosto la società comunica che il pivot Francesco Pellegrino sarà aggregato alla squadra per la preparazione.

### Precampionato
Il raduno si è tenuto il 17 agosto a Sassari dove sono state effettuate le visite mediche: assenti giustificati: Rok Stipčević, impegnato con la propria nazionale a FIBA EuroBasket 2015 e David Logan, ancora in vacanza dopo la finale scudetto. La squadra si è, poi, trasferita ad Olbia sede del ritiro pre-campionato. Quest'anno tutta la preparazione viene fatta sull'isola.
Il 4 settembre c'è stata la consueta presentazione del roster agli sponsor riuniti nella suggestiva location delle Tenute Sella & Mosca. Madrina della serata, dopo Melissa Satta ed Elisabetta Canalis, è stata quest'anno Geppi Cucciari; mentre il 7 settembre la squadra è stata presentata ai propri tifosi in Piazza d'Italia dove lo scorso 27 giugno erano accorsi in diecimila per festeggiare lo scudetto.
La prima uscita stagionale è stata a Olbia il 5 settembre in occasione del 3º Torneo Internazionale Geovillage. La Dinamo Sassari si è aggiudicato il torneo sconfiggendo in semifinale i turchi del Darüşşafaka 70-66 ed in finale i tedeschi del Bamberger, che nella propria semifinale avevano avuto la meglio sulla Scandone Avellino 84-68. Al terzo posto si è classificata la compagine turca che ha avuto la meglio sulla Scandone 75-54.
Il 9 settembre ha sconfitto a Nuoro l'AEK Atene 78-72 in occasione del 2º Torneo Tirrenia. La sfida viene poi replicata il 12 settembre a Sassari in occasione del Torneo Città di Sassari - 5º Trofeo Mimì Anselmi, ma con la vittoria della formazione greca 74-73, e il 16 settembre a Milano, con la vittoria dei giganti bianco-blu in un inedito match 3 contro 3 valevole per il Trofeo Sardegna Expo Milano 2015 e tenutosi all'interno di Milano Expo 2015.

Il 16 settembre, sempre al PalaSerradimigni, si aggiudica il 2º Trofeo Meridiana sconfiggendo l'Olympiakos 68-63.
Il 18-19 settembre partecipa a Cagliari al 5º Trofeo Città di Cagliari nel quale si classifica al 3º posto, infatti viene sconfitta in semifinale dai francesi del Limoges CSP 77-72, ma si aggiudica la finalina contro il Galatasaray 65-63. Il torneo se lo aggiudica l'Olympiakos che nel primo incontro ha la meglio sul
Galatasaray 68-65 e in finale prevale sul Limoges CSP 60-50.
Il 20 settembre viene comunicata la conferma di Francesco Pellegrino con la firma di un contratto biennale.

Nella stessa giornata viene anche comunicata la fine dell'esperienza in bianco-blu di Yūki Togashi.
Il 21 settembre nell'ultimo incontro di pre-campionato, il 1º Trofeo Città di Carbonia, viene sconfitta dal Galatasaray 75-76.

### Serie A
L'esordio in campionato avviene 4 ottobre a Sassari. La Dinamo Sassari vince le prime due gare contro Vanoli Cremona e Pall. Cantù. Tuttavia una serie di prestazioni altalenanti, vittorie in trasferta contro Pall. Varese e Scandone Avellino e sconfitte in casa contro N.B. Brindisi e Reyer Venezia, ma soprattutto la sconfitta in trasferta contro la Virtus Bologna e le zero vittorie in Europa portano la società all'esonero dell'allenatore della promozione e dello scudetto Meo Sacchetti.
Per la successiva sfida di campionato contro la V.L. Pesaro la conduzione tecnica viene affidata agli assistenti Paolo Citrini e Massimo Maffezzoli.
Il 22 novembre viene comunicato che il nuovo allenatore è Marco Calvani.

Nonostante il cambio alla guida tecnica la squadra continua a inanellare prestazioni altalenanti in campionato, infatti vince all'esordio a Capo d'Orlando contro l'Orlandina, perde in casa contro l'Aquila Trento, vince in trasferta contro la Juvecaserta e perde, sempre in trasferta, contro l'Auxilium Torino. Vince le due partite seguenti disputate tra le mura amiche contro il Pistoia Basket e la Pall. Reggiana, ma perde all'ultima giornata in trasferta contro l'Olimpia Milano.
Termina il girone d'andata al 7º posto qualificandosi così per la 5ª volta alla Coppa Italia.

L'8 gennaio viene comunicato l'ingaggio dell'ala piccola statunitense Tony Mitchell.

Inizia il girone di ritorno con tre sconfitte: Vanoli Cremona, Pall. Cantù e N.B. Brindisi.

In seguito a questa serie di sconfitte la società innesca una mini rivoluzione nel roster, infatti il 31 gennaio comunica la risoluzione consensuale del contratto con Marquez Haynes, il 1º febbraio il ritorno di Kenny Kadji, il 2 febbraio l'ingaggio del playmaker nigeriano Josh Akognon, il 4 febbraio la risoluzione consensuale del contratto con Christian Eyenga e la cessione in prestito di Francesco Pellegrino.
Vince le due seguenti partite contro la Pall. Varese e la Reyer Venezia, ma perde quelle contro la Scandone Avellino e la Virtus Bologna.
In seguito a quest'ultima sconfitta l'allenatore Marco Calvani rassegna le proprie dimissioni e la squadra viene affidata al G.M. Federico Pasquini.
Il terzo allenatore della stagione, il quarto se si considera l'interregno degli assistenti, esordisce con una sconfitta in trasferta contro la V.L. Pesaro.
In seguito a questa sconfitta la società decide di mettere fuori squadra Tony Mitchell che non verrà reintegrato e con il quale si rescinderà il contratto.
La squadra vince la partita successiva a Sassari contro l'Orlandina, tuttavia subisce una nuova sconfitta in trasferta contro l'Aquila Trento, vince le due seguenti partite casalinghe contro la Juvecaserta e l'Auxilium Torino e in trasferta contro la Pall. Reggiana. Gli ultimi due incontri vedono la squadra perdere in trasferta contro il Pistoia Basket e vincere al PalaSerradimigni contro l'Olimpia Milano. Chiude la stagione regolare classificandosi al 7º posto in classifica, pertanto al primo turno di play-off affronta la Pall. Reggiana classificatasi al 2º posto. I Quarti di finale si giocano al meglio delle 5 partite. La squadra con il miglior piazzamento in classifica al termine della stagione regolare gioca in casa gara-1, gara-2 e la eventuale gara-5. La Dinamo Sassari viene eliminata in tre partite ed è la prima volta che la squadra campione d'Italia esce dai play-off senza nemmeno una vittoria.

### Eurolega e Eurocup
Il sorteggio per la composizione dei gironi di Eurolega si è tenuto il 9 luglio a Barcellona. La prima fase della competizione si svolge dal 15 ottobre al 18 dicembre e la  Dinamo Sassari è stata inserita nel Gruppo D formato da:
- CSKA Mosca
- Maccabi Tel Aviv

- Málaga
- Bamberger

- Darüşşafaka
- Dinamo Sassari

Le prime quattro classificate accedono alla seconda fase: le Top 16, mentre le compagini eliminate accedono alla seconda fase dell'Eurocup: le Last 32.

L'esordio è avvenuto il 15 ottobre in Turchia contro il Darüşşafaka.

La Dinamo, perdendo tutte le partite, si è classificata al 6º ed ultimo posto in classifica venendo retrocessa in Eurocup.
La Last 32 si svolge dal 5 gennaio al 10 dicembre. I sardi sono stati inseriti nel gruppo N composto da:
- Dinamo Sassari
- Galatasaray

- Saragozza
- Szolnoki Olaj

Le prime due classificate si qualificano agli Ottavi di finale.

L'esordio nella seconda competizione continentale avviene il 5 gennaio. Con un record di 3 vittorie in 5 incontri la Dinamo Sassari si gioca le proprie chance di qualificazione alla fase successiva nell'ultimo incontro contro il Galatasaray: tuttavia perde nettamente l'incontro e viene così eliminata dalla competizione.

### Supercoppa e Coppa Italia
La Final Four di Supercoppa si è svolta al PalaRuffini di Torino nel week-end 26-27 settembre. Alla competizione hanno partecipato:
- Dinamo Sassari (Campione d'Italia 2014/15 e detentore della Coppa Italia 2015)
- Olimpia Milano (3ª classificata nella Serie A 2014/15 e finalista della Coppa Italia 2015)

- Pall. Reggiana (2ª classificata nella Serie A 2014/15)
- Reyer Venezia (4ª classificata nella Serie A 2014/15)

La Pall. Reggiana si è aggiudicata per la prima volta il Trofeo prevalendo in semifinale proprio contro la Dinamo 79-78 e in finale sull'Olimpia Milano 80-68, che nella propria semifinale aveva avuto la meglio sulla Reyer Venezia 71-66.
La Final Eight di Coppa Italia si è svolta dal 19 al 21 febbraio al Mediolanu Forum. Alla competizione partecipano:
- Pall. Reggiana
- Olimpia Milano

- Vanoli Cremona
- Pistoia Basket

- Aquila Trento
- Dinamo Sassari

- Reyer Venezia
- Scandone Avellino

La Dinamo Sassari viene eliminata al primo turno dalla Vanoli Cremona all'overtime. La competizione se l'è aggiudicata per la 5ª volta l'Olimpia Milano che in finale ha avuto la meglio sulla Scandone Avellino.

## Maglie
| casa | trasferta |

## Organigramma societario
Dal sito ufficiale
Staff dell'area tecnica
- Allenatore: Federico Pasquini[1] (dal 7 marzo)
- Allenatore: Marco Calvani[2][3] (dal 24 novembre al 7 marzo)
- Allenatore: Massimo Maffezzoli (dal 21 al 24 novembre)
- Allenatore: Meo Sacchetti[4] (fino al 21 novembre)
- Assistente allenatore: Paolo Citrini
- Assistente allenatore: Massimo Maffezzoli (fino al 21 e dal 24 novembre)
- Responsabile statistiche Lega: Roberto Sanna
- Preparatore atletico: Matteo Boccolini
- Preparatore atletico: Alessandro Meloni
- Fisioterapista: Ugo D'Alessandro
- Fisioterapista: Simone Unali
- Medico sportivo: Antonello Cuccuru
- Ortopedico: Andrea Manunta
- Medico sociale: Giuseppe Casu
- Radiologo ed ecografista: Giuseppe Fais
- Cardiologo: Francesco Dettori
- Chiropratico: Robert Pisanu
- Odontoiatra: Giommaria Ventura

Area dirigenziale
- Presidente: Stefano Sardara
- Vicepresidente: Gianmario Dettori
- Amministratore Delegato: Carlo Sardara
- General Manager: Federico Pasquini
- Team Manager: Luigi Peruzzu
- Responsabile strutture sportive: Stefano Perrone
- Segreteria e biglietteria: Tiziana Piga
- Amministrazione e contabilità: Andrea Fiori
- Relazioni esterne: Luigi Peruzzu
- Ufficio stampa: Angela Recino e Valentina Sanna
- Responsabile sito internet: Andrea Peruzzu
- Responsabile settore giovanile: Massimo Bisin
- Responsabile organizzativo settore giovanile: Giovanni Piras
- Responsabile centro minibasket: Roberta La Mattina
- Responsabile Club House: Anna Piras
- Dinamo store: Elisa Mazzoni
- Responsabile marketing: Stefania Macciocu
- Dinamo travel e marketing operativo: Barbara Satta
- Responsabile social media: Eleonora Cherchi
- Social & stage: Viola Frongia e Nicola Cascioni

## Roster
| Banco di Sardegna 2015/2016 | Banco di Sardegna 2015/2016 |
| Giocatori                   | Staff tecnico               |
| --------------------------- | --------------------------- |

| N. | Naz.                                        | Ruolo | Nome                 | Anno | Alt.   | Peso   |  |
| -- | ------------------------------------------- | ----- | -------------------- | ---- | ------ | ------ |  |
| 0  | Stati Uniti (bandiera) · Georgia (bandiera) | P     | Marquez Haynes       | 1986 | 191 cm | 84 kg  |  |
| 1  | Stati Uniti (bandiera)                      | AG    | Brent Petway         | 1985 | 205 cm | 102 kg |  |
| 2  | Stati Uniti (bandiera)                      | AP    | Tony Mitchell        | 1989 | 198 cm | 97 kg  |  |
| 3  | Stati Uniti (bandiera) · Polonia (bandiera) | PG    | David Logan          | 1982 | 185 cm | 77 kg  |  |
| 5  | Italia (bandiera)                           | GA    | Matteo Formenti      | 1982 | 194 cm | 90 kg  |  |
| 7  | Italia (bandiera)                           | C     | Francesco Pellegrino | 1991 | 210 cm | 108 kg |  |
| 8  | Italia (bandiera)                           | GA    | Giacomo Devecchi ()  | 1985 | 196 cm | 88 kg  |  |
| 9  | Stati Uniti (bandiera)                      | AC    | Joe Alexander        | 1986 | 203 cm | 100 kg |  |
| 10 | Italia (bandiera)                           | PG    | Lorenzo D'Ercole     | 1988 | 193 cm | 88 kg  |  |
| 11 | Italia (bandiera)                           | C     | Denis Marconato      | 1975 | 211 cm | 115 kg |  |
| 14 | Italia (bandiera)                           | A     | Brian Sacchetti      | 1986 | 200 cm | 98 kg  |  |
| 16 | Nigeria (bandiera)                          | P     | Josh Akognon         | 1986 | 180 cm | 84 kg  |  |
| 24 | Croazia (bandiera)                          | P     | Rok Stipčević        | 1986 | 186 cm | 86 kg  |  |
| 31 | RD del Congo (bandiera)                     | AP    | Christian Eyenga     | 1989 | 201 cm | 95 kg  |  |
| 32 | Stati Uniti (bandiera)                      | C     | Jarvis Varnado       | 1988 | 205 cm | 100 kg |  |
| 35 | Camerun (bandiera)                          | AC    | Kenny Kadji          | 1988 | 211 cm | 110 kg |  |
|    | Italia (bandiera)                           | P     | Andrea Pompianu (G)  | 1999 |        |        |  |

| Allenatore |
| - Federico Pasquini (dal 7 marzo) - Marco Calvani (dal 24 novembre al 7 marzo) - Massimo Maffezzoli (dal 21 al 24 novembre). - Meo Sacchetti (fino al 21 novembre) |
| Assistente/i |
| - Paolo Citrini - Massimo Maffezzoli (fino al 21 e dal 24 novembre) Legenda - (C) Capitano Roster                                                                  |

Eurolega: Dettaglio Statistico
Eurocup: Dettaglio Statistico
| Giocatori acquisiti a stagione in corso | Giocatori acquisiti a stagione in corso | Giocatori acquisiti a stagione in corso |
| Giocatore                               | il                                      | Da                                      |
| --------------------------------------- | --------------------------------------- | --------------------------------------- |
| Tony Mitchell                           | 15 gennaio                              | Estudiantes                             |
| Kenny Kadji                             | 4 febbraio                              | N.B. Brindisi                           |
| Josh Akognon                            | 12 febbraio                             | Jilin N. Tigers                         |

| Giocatori ceduti a stagione in corso | Giocatori ceduti a stagione in corso | Giocatori ceduti a stagione in corso |
| Giocatore                            | il                                   | A                                    |
| ------------------------------------ | ------------------------------------ | ------------------------------------ |
| Marquez Haynes                       | 4 febbraio                           | Panathīnaïkos                        |
| Christian Eyenga                     | 4 febbraio                           | Auxilium Torino                      |
| Francesco Pellegrino                 | 12 febbraio                          | Barcellona                           |
| Tony Mitchell                        | 28 aprile                            | Hebei Xiang                          |

## Mercato
| Arrivi | Arrivi               | Arrivi            | Arrivi        |
| R      | Nome                 | da                | Modalità      |
| ------ | -------------------- | ----------------- | ------------- |
| P      | Marquez Haynes       | Maccabi Tel Aviv  | definitivo    |
| AG     | Christian Eyenga     | Pall. Varese      | definitivo    |
| P      | Rok Stipčević        | Virtus Roma       | definitivo    |
| P      | Lorenzo D'Ercole     | Virtus Roma       | definitivo    |
| C      | Jarvis Varnado       | Piratas de Queb.  | definitivo    |
| AG     | Brent Petway         | Olympiakos        | definitivo    |
| AP     | Joe Alexander        | Maccabi Tel Aviv  | definitivo    |
| C      | Denis Marconato      | T.B. Montichiari  | definitivo    |
| C      | Francesco Pellegrino | Orlandina         | definitivo    |
| P      | Marco Spissu         | Viola R. Calabria | fine prestito |
| GA     | Esben Reinholt       | Horsens IC        | fine prestito |

| Partenze | Partenze       | Partenze            | Partenze       |
| R        | Nome           | a                   | Modalità       |
| -------- | -------------- | ------------------- | -------------- |
| PG       | Massimo Chessa | Trapani Shark       | fine contratto |
| P        | Marco Spissu   | Derthona Basket     | prestito       |
| AC       | Kenny Kadji    | N.B. Brindisi       | fine contratto |
| AG       | Jeff Brooks    | Avtodor Saratov     | fine contratto |
| C        | Shane Lawal    | Barcellona          | fine contratto |
| AG       | Manuel Vanuzzo | Amici Pall. Udinese | fine contratto |
| C        | Cheikh Mbodj   | Czarni Słupsk       | fine contratto |
| P        | Enrico Merella | Basket Agropoli     | prestito       |
| GA       | Esben Reinholt | Södertälje          | fine contratto |
| P        | Édgar Sosa     | P. Bandar Imam      | fine contratto |
| AP       | Rakim Sanders  | Olimpia Milano      | fine contratto |
| P        | Jerome Dyson   | Auxilium Torino     | fine contratto |

## Risultati

### Serie A

#### Regular season

##### Girone di andata
| Arbitri: | Lanzarini (Bologna) Weidmann (Montagano) Caiazza (Arzano) |

|                                             |            |                                                     |
| D. Logan 24 J. Alexander 21 R. Stipčević 17 | Punti      | 17 F. Mian 16 E. Turner 15 J. Southerland, T. McGee |
| M. Haynes 6                                 | Assist     | 7 D. Washington                                     |
| J. Alexander 10                             | Rimbalzi   | 9 D. Washington                                     |
| Meo Sacchetti                               | Allenatori | Cesare Pancotto                                     |

| Arbitri: | Paternicò (Piazza Armerina) Baldini (Firenze) Paglialunga (Massafra) |

|                                    |            |                                        |
| L. Ross 23 B. Heslip 15 L. Hall 11 | Punti      | 21 M. Haynes 17 D. Logan 14 J. Varnado |
| A. Abass, K. Hasbrouck 3           | Assist     | 8 D. Logan                             |
| L. Ross 11                         | Rimbalzi   | 6 J. Alexander                         |
| Fabio Corbani                      | Allenatori | Meo Sacchetti                          |

| Arbitri: | Seghetti (Livorno) Mazzoni (Grosseto) Ursi (Livorno) |

|                                                       |            |                                     |
| M. Haynes 24 D. Logan 21 J. Alexander, B. Sacchetti 7 | Punti      | 25 K. Kadji 21 D. Scott 11 A. Banks |
| D. Logan 7                                            | Assist     | 9 S. Reynolds                       |
| B. Petway 5                                           | Rimbalzi   | 14 K. Kadji                         |
| Meo Sacchetti                                         | Allenatori | Piero Bucchi                        |

| Arbitri: | Sahin (Messina) Filippini (San Lazzaro di Savena) Quarta (Rivalta di Torino) |

|                                    |            |                                          |
| B. Davies 17 R. Ukić 15 M. Faye 14 | Punti      | 23 D. Logan 19 J. Alexander 12 M. Haynes |
| R. Ukić 6                          | Assist     | 6 M. Haynes                              |
| M. Faye 10                         | Rimbalzi   | 8 C. Eyenga                              |
| Paolo Moretti                      | Allenatori | Meo Sacchetti                            |

| Arbitri: | Paternicò (Piazza Armerina) Sardella (Rimini) Caiazza (Arzano) |

|                                            |            |                                    |
| J. Alexander 17 C. Eyenga 14 J. Varnado 14 | Punti      | 16 P. Goss 15 H. Perić 13 J. Owens |
| M. Haynes, J. Alexander, C. Eyenga 4       | Assist     | 8 M. Green                         |
| J. Varnado 7                               | Rimbalzi   | 6 M. Bramos                        |
| Meo Sacchetti                              | Allenatori | Charlie Recalcati                  |

| Arbitri: | Sabetta (Termoli) Vicino (Argelato) Borgioni (Roma) |

|                              |            |                              |
| Buva 29 Nunnally 21 Green 14 | Punti      | 18 Haynes 14 Logan 14 Eyenga |
| Green 6                      | Assist     | 5 Eyenga, Haynes             |
| Leunen 7                     | Rimbalzi   | 8 Eyenga                     |
| Pino Sacripanti              | Allenatori | Meo Sacchetti                |

| Arbitri: | Taurino (Vignola) Bartoli (Trieste) Di Francesco (Termoli) |

|                                      |            |                                             |
| R. Odom 20 A. Gaddy 17 D. Pittman 17 | Punti      | 33 D. Logan 15 J. Alexander 14 B. Sacchetti |
| A. Gaddy 5                           | Assist     | 4 M. Haynes                                 |
| A. Gaddy, V. Mazzola, R. Odom 6      | Rimbalzi   | 6 B. Sacchetti                              |
| Giorgio Valli                        | Allenatori | Meo Sacchetti                               |

| Arbitri: | Seghetti (Livorno) Bettini (Bologna) Noce (Latina) |

|                                          |            |                                           |
| D. Logan21 R. Stipčević 19 J. Varnado 16 | Punti      | 17 T. Lacey 17 S. Christon 14 S. McKissic |
| M. Haynes 6                              | Assist     | 5 T. Lacey, S. Christon, S. McKissic      |
| B. Sacchetti 6                           | Rimbalzi   | 5 T. Lacey, S. Christon                   |
| Massimo Maffezzolli                      | Allenatori | Riccardo Paolini                          |

| Arbitri: | Mazzoni (Grosseto) Aronne (Viterbo) Paglialunga (Massafra) |

|                                                |            |                                  |
| Oriakhi 12 Jasaitis 8 Laquintana, Met'reveli 7 | Punti      | 18 Haynes 17 Eyenga 12 Stipčević |
| Jasaitis, Nicević 3                            | Assist     | 4 Logan                          |
| Oriakhi 7                                      | Rimbalzi   | 11 Petway                        |
| Giulio Griccioli                               | Allenatori | Marco Calvani                    |

| Arbitri: | Sahin (Messina) Vicino (Argelato) Rossi (Anghiari) |

|                                   |            |                                |
| Alexander 15 Varnado 14 Haynes 13 | Punti      | 15 Wright 14 Lockett 12 Forray |
| Logan 6                           | Assist     | 4 Forray, Sutton               |
| Sacchetti 6                       | Rimbalzi   | 9 Pascolo                      |
| Marco Calvani                     | Allenatori | Maurizio Buscaglia             |

| Arbitri: | Begnis (Crema) Filippini (San Lazzaro di Savena) Bartoli (Trieste) |

|                           |            |                                       |
| Downs 22 Hunt 16 Jones 14 | Punti      | 23 Logan 20 Haynes 9 Eyenga           |
| Downs 6                   | Assist     | 2 Eyenga, Formenti, Haynes, Sacchetti |
| Hunt 12                   | Rimbalzi   | 10 Sacchetti                          |
| Sandro Dell'Agnello       | Allenatori | Marco Calvani                         |

| Arbitri: | Paternicò (Piazza Armerina) Baldini (Firenze) Caiazza (Arzano) |

|                             |            |                               |
| Miller 21 White 18 Dyson 16 | Punti      | 28 Logan 16 Varnado 11 Haynes |
| Dyson 3                     | Assist     | 4 Logan                       |
| White 10                    | Rimbalzi   | 8 Varnado                     |
| Frank Vitucci               | Allenatori | Marco Calvani                 |

| Arbitri: | Mazzoni (Grosseto) Paglialunga (Massafra) Attard (Priolo Gargallo) |

|                               |            |                                        |
| Logan 25 Haynes 15 Varnado 12 | Punti      | 13 Lavrinovič 12 Aradori 12 Verameenka |
| Haynes 9                      | Assist     | 8 Della Valle                          |
| Logan, Sacchetti 4            | Rimbalzi   | 7 Aradori                              |
| Marco Calvani                 | Allenatori | Max Menetti                            |

| Arbitri: | Taurino (Vignola) Vicino (Argelato) Di Francesco (Teramo) |

|                                                     |            |                                             |
| M. Haynes 16 D. Logan 13 M. Formenti, J. Varnado 12 | Punti      | 13 R. Moore 12 E. Lombardi 12 W. Blackshear |
| M. Haynes 6                                         | Assist     | 7 R. Moore                                  |
| J. Varnado 13                                       | Rimbalzi   | 7 A. Kirk                                   |
| Marco Calvani                                       | Allenatori | Vincenzo Esposito                           |

| Arbitri: | Lamonica (Roseto degli Abruzzi) Begnis (Crema) Aronne (Viterbo) |

|                                            |            |                                          |
| J. McLean 19 M. Mačvan 14 A. Cinciarini 12 | Punti      | 11 R. Stipčević 11 J. Varnado 9 D. Logan |
| O. Lafayette 7                             | Assist     | 5 M. Haynes                              |
| J. McLean, M. Mačvan 6                     | Rimbalzi   | 10 J. Varnado                            |
| Jasmin Repeša                              | Allenatori | Marco Calvani                            |

##### Girone di ritorno
| Arbitri: | Sahin (Messina) Sardella (Rimini) Calbucci (Pomezia) |

|                                      |            |                                           |
| E. Turner 28 T. McGee 16 M. Cusin 12 | Punti      | 14 M. Haynes 13 J. Alexander 12 C. Eyenga |
| L. Vitali 8                          | Assist     | 4 M. Haynes, D. Logan                     |
| L. Vitali 10                         | Rimbalzi   | 8 T. Mitchell                             |
| Cesare Pancotto                      | Allenatori | Marco Calvani                             |

| Arbitri: | Taurino (Vignola) Sabetta (Termoli) Paglialunga (Massafra) |

|                                                  |            |                                       |
| J. Alexander 27 R. Stipčević 16 D. Logan 9       | Punti      | 20 K. Fesenko 17 B. Heslip 17 R. Ukić |
| M. Haynes, T. Mitchell, D. Logan, R. Stipčević 3 | Assist     | 11 W. Hodge                           |
| T. Mitchell 6                                    | Rimbalzi   | 8 A. Abass                            |
| Marco Calvani                                    | Allenatori | Sergej Bazarevič                      |

| Arbitri: | Mattioli (Pesaro) Vicino (Argelato) Attard (Priolo Gargallo) |

|                                      |            |                                           |
| A. Banks 20 A. Harris 18 D. Scott 17 | Punti      | 29 D. Logan 12 R. Stipčević 11 J. Varnado |
| D. Cournooh 4                        | Assist     | 5 R. Stipčević                            |
| D. Scott, O.D. Anosike 8             | Rimbalzi   | 6 T. Mitchell                             |
| Piero Bucchi                         | Allenatori | Marco Calvani                             |

| Arbitri: | Paternicò (Piazza Armerina) Martolini (Roma) Calbucci (Pomezia) |

|                                          |            |                                        |
| D. Logan 22 R. Stipčević 13 B. Petway 12 | Punti      | 16 R. Kuksiks 15 M. Wayns 12 B. Davies |
| D. Logan, R. Stipčević 6                 | Assist     | 5 M. Wayns                             |
| B. Petway, T. Mitchell, D. Logan 5       | Rimbalzi   | 10 M. Faye                             |
| Marco Calvani                            | Allenatori | Paolo Moretti                          |

| Arbitri: | Seghetti (Livorno) Baldini (Firenze) Ranaudo (Milano) |

|                                   |            |                                                          |
| P. Goss 12 M. Green11 J. Owens 11 | Punti      | 21 J. Alexander 14 T. Mitchell 11 D. Logan, R. Stipčević |
| P. Goss 3                         | Assist     | 4 T. Mitchell, D. Logan                                  |
| M. Green, B. Savović 7            | Rimbalzi   | 10 T. Mitchell                                           |
| Walter De Raffaele                | Allenatori | Marco Calvani                                            |

| Arbitri: | Lanzarini (Bologna) Bartoli (Trieste) Quarta (Rivalta di Torino) |

|                              |            |                                        |
| Akognon 23 Kadji 23 Logan 18 | Punti      | 19 Acker 18 Ragland 16 Cervi, Nunnally |
| Logan 4                      | Assist     | 7 Ragland                              |
| Mitchell 8                   | Rimbalzi   | 10 Leunen                              |
| Marco Calvani                | Allenatori | Pino Sacripanti                        |

| Arbitri: | Sahin (Messina) Biggi (Cassina de' Pecchi) Calbucci (Pomezia) |

|                                           |            |                                                                  |
| J. Akognon 19 K. Kadji 18 J. Alexander 11 | Punti      | 19 A. Collins 16 D. Pittman 11 L. Vitali, S. Fontecchio, R. Odom |
| D. Logan 7                                | Assist     | 7 A. Collins                                                     |
| T. Mitchell, J. Alexander 7               | Rimbalzi   | 8 D. Pittman                                                     |
| Marco Calvani                             | Allenatori | Giorgio Valli                                                    |

| Arbitri: | Taurino (Vignola) Weidmann (Montagano) Morelli (Brindisi) |

|                                       |            |                                           |
| A. Daye 17 T. Lacey 15 J. Shepherd 13 | Punti      | 20 J. Akognon 12 K. Kadji 11 R. Stipčević |
| S. Christon 4                         | Assist     | 2 T. Mitchell                             |
| A. Daye 11                            | Rimbalzi   | 7 K. Kadji                                |
| Riccardo Paolini                      | Allenatori | Federico Pasquini                         |

| Arbitri: | Lamonica (Roseto degli Abruzzi) Paglialunga (Massafra) Ranaudo (Milano) |

|                                             |            |                                              |
| J. Alexander 23 D. Logan 20 R. Stipčević 13 | Punti      | 18 R. Boatright 10 S. Nicević 10 S. Jasaitis |
| D. Logan 7                                  | Assist     | 5 T. Laquintana                              |
| K. Kadji 7                                  | Rimbalzi   | 10 A. Oriakhi                                |
| Federico Pasquini                           | Allenatori | Gennaro Di Carlo                             |

| Arbitri: | Mattioli (Pesaro) Bettini (Bologna) Belfiore (Napoli) |

|                                          |            |                                           |
| D. Pascolo 19 T. Lockett 18 D. Sutton 15 | Punti      | 16 J. Alexander 14 J. Varnado 12 D. Logan |
| J. Wright 5                              | Assist     | 7 D. Logan                                |
| T. Lockett 8                             | Rimbalzi   | 12 J. Varnado                             |
| Maurizio Buscaglia                       | Allenatori | Federico Pasquini                         |

| Arbitri: | Lanzarini (Bologna) Vicino (Argelato) Ranaudo (Milano) |

|                                           |            |                                        |
| D. Logan 25 J. Akognon 19 J. Alexander 13 | Punti      | 22 D. Cinciarini 13 P. Siva 9 M. Downs |
| J. Akognon 4                              | Assist     | 11 P. Siva                             |
| J. Alexander, J. Varnando5                | Rimbalzi   | 10 D. Cinciarini                       |
| Federico Pasquini                         | Allenatori | Sandro Dell'Agnello                    |

| Arbitri: | Taurino (Vignola) Mazzoni (Grosseto) Lo Guzzo (Pisa) |

|                                                        |            |                                                     |
| J. Akognon 30 D. Logan 19 M. Formenti, R. Stipčević 12 | Punti      | 24 J. Dyson 19 C. Eyenga 12 D.J. White, C. Goulding |
| D. Logan 10                                            | Assist     | 7 J. Giachetti                                      |
| J. Varnado, K. Kadji 5                                 | Rimbalzi   | 6 D.J. White                                        |
| Federico Pasquini                                      | Allenatori | Frank Vitucci                                       |

| Arbitri: | Martolini (Roma) Rossi (Anghiari) Quarta (Torino) |

|                                               |            |                                             |
| P. Aradori 25 A. Verameenka 17 R. Kaukėnas 15 | Punti      | 37 D. Logan 16 J. Alexander 16 R. Stipčević |
| A. De Nicolao, A. Verameenka, R. Kaukėnas 4   | Assist     | 4 D. Logan, R. Stipčević                    |
| A. Polonara 11                                | Rimbalzi   | 8 J. Alexander                              |
| Max Menetti                                   | Allenatori | Federico Pasquini                           |

| Arbitri: | Mattioli (Pesaro) Bettini (Bologna) Borgioni (Roma) |

|                                          |            |                                           |
| M. Antonutti 25 P. Knowles 15 A. Kirk 14 | Punti      | 20 J. Akognon 16 R. Stipčević 15 D. Logan |
| R. Moore 8                               | Assist     | 3 R. Stipčević                            |
| M. Antonutti 10                          | Rimbalzi   | 6 B. Sacchetti                            |
| Vincenzo Esposito                        | Allenatori | Federico Pasquini                         |

| Arbitri: | Paternicò (Piazza Armerina) Aronne (Viterbo) Attard (Priolo Gargallo) |

|                                             |            |                                        |
| J. Akognon 24 J. Alexander 22 J. Varnado 18 | Punti      | 23 K. Simon 14 J. McLean 13 R. Sanders |
| J. Akognon 5                                | Assist     | 4 M. Mačvan                            |
| J. Varnado 8                                | Rimbalzi   | 8 M. Mačvan                            |
| Federico Pasquini                           | Allenatori | Jasmin Repeša                          |

#### Play-off
I Quarti di Finale si giocano al meglio delle 5 partite. La squadra con il miglior piazzamento in classifica al termine della stagione regolare gioca in casa gara-1, gara-2 e la eventuale gara-5.
|   | Squadra        | G1 | G2 | G3 |
| - | -------------- | -- | -- | -- |
| 2 | Pall. Reggiana | 85 | 82 | 99 |
| 7 | Dinamo Sassari | 68 | 75 | 85 |

##### Quarti di finale
| Arbitri: | Lamonica (Roseto degli Abruzzi) Begnis (Crema) Mazzoni (Grosseto) |

|                                                  |            |                                             |
| P. Aradori 24 A. Della Valle 16 U. Verameenka 11 | Punti      | 15 J. Alexander 13 R. Stipčević 12 D. Logan |
| R. Kaukėnas 5                                    | Assist     | 5 D. Logan                                  |
| A. Polonara 7                                    | Rimbalzi   | 5 J. Alexander                              |
| Max Menetti                                      | Allenatori | Federico Pasquini                           |

| Arbitri: | Paternicò (Piazza Armerina) Sabetta (Termoli) Sardella (Rimini) |

|                                                |            |                                                        |
| A. Della Valle 19 A. Polonara 16 P. Aradori 10 | Punti      | 25 J. Varnado 17 J. Alexander 10 D. Logan, G. Devecchi |
| D. Needham, A. Della Valle 3                   | Assist     | 7 R. Stipčević                                         |
| A. Polonara 8                                  | Rimbalzi   | 7 J. Varnado                                           |
| Max Menetti                                    | Allenatori | Federico Pasquini                                      |

| Arbitri: | Mattioli (Pesaro) Seghetti (Livorno) Biggi (Cassina de' Pecchi) |

|                                       |            |                                               |
| D. Logan 16 K. Kadji 15 J. Varnado 14 | Punti      | 19 P. Aradori 19 A. De Nicolao 15 R. Kaukėnas |
| D. Logan 8                            | Assist     | 9 A. Polonara                                 |
| J. Varnado 6                          | Rimbalzi   | 10 A. Polonara                                |
| Federico Pasquini                     | Allenatori | Max Menetti                                   |

### Eurolega

#### Regular Season
|    | Classifica Gruppo D | P.ti | G  | V | P  | PF  | PS  | DP   |
| -- | ------------------- | ---- | -- | - | -- | --- | --- | ---- |
| 1. | CSKA Mosca          | 18   | 10 | 9 | 1  | 911 | 784 | +127 |
| 2. | Málaga              | 14   | 10 | 7 | 3  | 761 | 719 | +42  |
| 3. | Bamberger           | 12   | 10 | 6 | 4  | 778 | 720 | +58  |
| 4. | Darüşşafaka         | 4    | 10 | 6 | 4  | 704 | 740 | -36  |
| 5. | Maccabi Tel Aviv    | 4    | 10 | 6 | 4  | 750 | 792 | -42  |
| 6. | Dinamo Sassari      | 0    | 10 | 0 | 10 | 690 | 839 | -149 |

| Risultati        | CSKA   | MTA    | CBM   | BAM   | DSK   | DSS   |
| ---------------- | ------ | ------ | ----- | ----- | ----- | ----- |
| CSKA Mosca       |        | 100-69 | 78-86 | 87-77 | 94-66 | 93-87 |
| Maccabi Tel Aviv | 82-88  |        | 82-93 | 85-65 | 73-84 | 79-63 |
| Málaga           | 76-88  | 82-68  |       | 76-71 | 81-69 | 80-62 |
| Bamberger        | 88-100 | 77-66  | 73-53 |       | 86-76 | 86-54 |
| Darüşşafaka      | 75-80  | 66-70  | 63-57 | 54-65 |       | 83-74 |
| Dinamo Sassari   | 78-107 | 74-76  | 65-77 | 73-90 | 60-68 |       |

| Arbitri: | Fernando Rocha Benjamín Jiménez David Romano |

|                                          |            |                                              |
| M. Bjelica 15 R. Redding 12 J. Gordon 12 | Punti      | 14 R. Stipčević 12 M. Haynes 11 J. Alexander |
| E. Preldžič 8                            | Assist     | 3 R. Stipčević                               |
| S. Erden 12                              | Rimbalzi   | 8 J. Alexander                               |
| Oktay Mahmuti                            | Allenatori | Meo Sacchetti                                |

| Arbitri: | Daniel Hierrezuelo Īlia Koromīlas Milivoje Jovčić |

|                                          |            |                                         |
| D. Logan 20 R. Stipčević 16 C. Eyenga 14 | Punti      | 18 N. de Colo 15 K. Hines 12 A. Jackson |
| M. Haynes 6                              | Assist     | 10 M. Teodosić                          |
| J. Varnado 8                             | Rimbalzi   | 5 N. de Colo, K. Hines                  |
| Meo Sacchetti                            | Allenatori | Dīmītrīs Itoudīs                        |

| Arbitri: | Chrīstos Christodoulou Juan Carlos García González Serhij Zaščuk |

|                                                      |            |                                        |
| D. Smith 22 B. Randle 12 S. Landesberg, T. Mbakwe 11 | Punti      | 21 C. Eyenga 11 D. Logan 11 J. Varnado |
| Y. Ohayon 6                                          | Assist     | 3 M. Haynes, D. Logan                  |
| T. Mbakwe 15                                         | Rimbalzi   | 8 J. Alexander                         |
| Guy Goodes                                           | Allenatori | Meo Sacchetti                          |

| Arbitri: | Saša Pukl Panagiōtīs Anastopoulos Siniša Herceg |

|                                          |            |                                             |
| R. Hendrix 19 W. Thomas 14 E. Jackson 11 | Punti      | 18 M. Haynes 12 R. Stipčević 9 J. Alexander |
| S. Marković 6                            | Assist     | 3 M. Haynes, R. Stipčević, J. Alexander     |
| W. Thomas8                               | Rimbalzi   | 8 J. Alexander                              |
| Joan Plaza                               | Allenatori | Meo Sacchetti                               |

| Arbitri: | Sreten Radović Spiros Nkontas David Romano |

|                              |            |                                |
| Haynes 14 Eyenga 14 Logan 12 | Punti      | 26 Melli 18 Wanamaker 12 Theis |
| Eyenga 5                     | Assist     | 8 Wanamaker                    |
| Eyenga, Petway 4             | Rimbalzi   | 8 Melli                        |
| Meo Sacchetti                | Allenatori | Andrea Trinchieri              |

| Arbitri: | Borys Ryžyk Sašo Petek Moritz Reiter |

|                                 |            |                                   |
| Alexander 17 Logan 11 Haynes 10 | Punti      | 26 Harangody 11 Preldžič 10 Erden |
| Logan 7                         | Assist     | 7 Preldžič                        |
| Varnado 5                       | Rimbalzi   | 13 Harangody                      |
| Meo Sacchetti                   | Allenatori | Oktay Mahmuti                     |

| Arbitri: | Damir Javor Īlia Koromīlas Marcin Kowalski |

|                                   |            |                              |
| Teodosić 21 de Colo 17 Higgins 11 | Punti      | 21 Logan 19 Eyenga 14 Haynes |
| Higgins 4                         | Assist     | 3 quattro giocatori          |
| Voroncevič 8                      | Rimbalzi   | 7 Eyenga                     |
| Dīmītrīs Itoudīs                  | Allenatori | Marco Calvani                |

| Arbitri: | Saša Pukl Milivoje Jovčić Carlos Peruga |

|                                |            |                                     |
| Haynes 26 Varnado 19 Eyenga 13 | Punti      | 19 Landesberg 16 Pnini 14 Rochestie |
| Eyenga 4                       | Assist     | 9 Rochestie                         |
| Sacchetti 8                    | Rimbalzi   | 9 Mbakwe                            |
| Marco Calvani                  | Allenatori | Žan Tabak                           |

| Arbitri: | Oļegs Latiševs Milija Vojinović Seffi Shemmesh |

|                                   |            |                                   |
| Alexander 19 Varnado 16 Haynes 13 | Punti      | 20 Smith 16 Hendrix 14 Kuzminskas |
| Haynes 6                          | Assist     | 4 Marković                        |
| Alexander, Varnado 5              | Rimbalzi   | 7 Hendrix                         |
| Marco Calvani                     | Allenatori | Joan Plaza                        |

| Arbitri: | Chrīstos Christodoulou Antonio Conde Piotr Pastusiak |

|                                 |            |                                          |
| Zīsīs 16 Theis 12 Strēlnieks 12 | Punti      | 14 Haynes 9 Devecchi 9 Stipčević, Eyenga |
| Zīsīs 5                         | Assist     | 3 Haynes                                 |
| Radošević 9                     | Rimbalzi   | 7 Eyenga, Sacchetti                      |
| Andrea Trinchieri               | Allenatori | Marco Calvani                            |

### Eurocup

#### Last 32
|    | Classifica Gruppo N | P.ti | G | V | P | PF  | PS  | DP  |
| -- | ------------------- | ---- | - | - | - | --- | --- | --- |
| 1. | Galatasaray         | 8    | 6 | 4 | 2 | 493 | 414 | +79 |
| 2. | Saragozza           | 8    | 6 | 4 | 2 | 480 | 451 | +29 |
| 3. | Dinamo Sassari      | 6    | 6 | 3 | 3 | 463 | 480 | -17 |
| 4. | Szolnoki Olaj       | 2    | 6 | 1 | 5 | 403 | 494 | -91 |

| Risultati      | DSS   | GAL   | ZAR    | SZO   |
| -------------- | ----- | ----- | ------ | ----- |
| Dinamo Sassari |       | 79-74 | 75-72  | 90-74 |
| Galatasaray    | 87-69 |       | 103-68 | 87-59 |
| Saragozza      | 87-75 | 85-68 |        | 88-60 |
| Szolnoki Olaj  | 86-75 | 54-74 | 70-80  |       |

| Arbitri: | Renaud Geller Igor Mitrovski Serhij Zaščuk |

|                                             |            |                                          |
| D. Vojvoda 20 S. Milošević 19 S. Burrell 15 | Punti      | 23 C. Eyenga 18 M. Haynes 12 M. Formenti |
| S. Burrell 7                                | Assist     | 7 M. Haynes                              |
| S. Milošević 10                             | Rimbalzi   | 9 D. Logan                               |
| Péter Pór                                   | Allenatori | Marco Calvani                            |

| Arbitri: | Emilio Pérez Pizarro Fritz Clemens Markos Michaelides |

|                                          |            |                                         |
| M. Haynes 19 D. Logan 19 R. Stipčević 14 | Punti      | 25 B. Schilb 20 S. Lasme 11 E. McCollum |
| M. Haynes 5                              | Assist     | 7 B. Schilb                             |
| J. Alexander 10                          | Rimbalzi   | 9 B. Schilb                             |
| Marco Calvani                            | Allenatori | Ergin Ataman                            |

| Arbitri: | Petros Papapetrou Milija Vojinović Ingus Baumanis |

|                                                   |            |                                               |
| S. Jelovac 21 J. Sastre 12 I. Fotu, V. Kravcov 12 | Punti      | 24 J. Alexander 19 J. Varnado 12 R. Stipčević |
| T. Bellas 5                                       | Assist     | 6 M. Haynes                                   |
| S. Jelovac 6                                      | Rimbalzi   | 5 J. Varnado                                  |
| Andreu Casadevall                                 | Allenatori | Marco Calvani                                 |

| Arbitri: | Tomas Jasevičius Tomasz Trawicki Radomir Vojinović |

|                                            |            |                                                  |
| M. Haynes 16 J. Varnado 13 J. Alexander 12 | Punti      | 13 J. Swing 10 S. Jelovac 9 T. Bellas, J. Sastre |
| M. Haynes 8                                | Assist     | 5 T. Bellas                                      |
| J. Varnado 8                               | Rimbalzi   | 6 R. Benzing, S. Jelovac                         |
| Marco Calvani                              | Allenatori | Andreu Casadevall                                |

| Arbitri: | Antonio Conde Joseph Bissang Gentian Cici |

|                                           |            |                                         |
| D. Logan 21 J. Alexander 19 J. Varnado 16 | Punti      | 23 S. Burrell 16 D. Vojvoda 7 G. Vrbanc |
| T. Mitchell 8                             | Assist     | 7 S. Burrell                            |
| J. Varnado 8                              | Rimbalzi   | 5 D. Vojvoda, M. Borisov, D. Gregory    |
| Marco Calvani                             | Allenatori | Péter Pór                               |

| Arbitri: | Miguel Pérez Pérez Igor Mitrovski Semën Ovinov |

|                                     |            |                                                            |
| S. Güler 18 V. Micov 16 S. Lasme 15 | Punti      | 14 J. Varnado 13 R. Stipčević 12 T. Mitchell, J. Alexander |
| B. Schilb 4                         | Assist     | 3 B. Sacchetti, R. Stipčević                               |
| S. Lasme 14                         | Rimbalzi   | 5 T. Mitchell                                              |
| Ergin Ataman                        | Allenatori | Marco Calvani                                              |

### Coppa Italia
|   | Squadra        | Risultato |
| - | -------------- | --------- |
| 5 | Vanoli Cremona | 97        |
| 6 | Dinamo Sassari | 89        |

| Arbitri: | Lamonica (Roseto degli Abruzzi) Sabetta (Termoli) Attard (Priolo Gargallo) |

| |            | |
| E. Turner 28 D. Washington 17 T. McGee 12                                                                             | Punti      | 29 D. Logan 16 T. Mitchell 12 J. Alexander |
| T. McGee 7 | Assist     | 8 D. Logan |
| D. Washington 7 | Rimbalzi   | 12 T. Mitchell |
| 1 Dragović• 12 Cusin• 15 Cazzolato• 17 Washington• 31 Turner 9 Mian• 10 Gaspardo• 16 Boccasavia• 19 Biligha• 25 McGee | Formazioni | 2 Mitchell• 3 Logan• 9 Alexander• 14 Sacchetti• 24 Stipčević 1 Petway• 5 Formenti• 8 Devecchi• 10 D'Ercole• 11 Marconato• 16 Akognon• 34 Kadji |
| Cesare Pancotto | Allenatori | Marco Calvani |

### Supercoppa italiana
|   | Squadra        | Risultato |
| - | -------------- | --------- |
| 1 | Dinamo Sassari | 78        |
| 4 | Pall. Reggiana | 79        |

| Arbitri: | Roberto Begnis (Crema) Sardella (Rimini) Biggi (Cassina de' Pecchi) |

| |            | |
| C. Eyenga 16 D. Logan 13 R. Stipčević 13 | Punti      | 15 S. Gentile 14 D. Lavrinovič 12 A. Polonara                                                                                       |
| M. Haynes 3 | Assist     | 3 S. Gentile |
| C. Eyenga 7 | Rimbalzi   | 9 A. Polonara |
| 0 Haynes· 1 Petway· 3 Logan· 31 Eyenga· 32 Varnado 5 Formenti· 8 Devecchi· 9 Alexander· 10 D'Ercole· 11 Marconato· 14 Sacchetti· 24 Stipčević | Formazioni | 4 Aradori• 6 Polonara• 7 Lavrinovič• 13 Kaukėnas• 18 S. Gentile 8 Della Valle• 16 De Nicolao• 10 Pecháček• 12 Verameenka• 15 Siliņš |
| Meo Sacchetti | Allenatori | Max Menetti |

## Statistiche

### Statistiche di squadra
| Competizione         | Punti | In casa | In casa | In casa | In casa | In casa | In trasferta | In trasferta | In trasferta | In trasferta | In trasferta | Totale | Totale | Totale | Totale | Totale | Totale |
| Competizione         | Punti | G       | V       | P       | PF      | PS      | G            | V            | P            | PF           | PS           | G      | V      | P      | PF     | PS     | DIF    |
| -------------------- | ----- | ------- | ------- | ------- | ------- | ------- | ------------ | ------------ | ------------ | ------------ | ------------ | ------ | ------ | ------ | ------ | ------ | ------ |
| Serie A              | 32    | 15      | 9       | 6       | 1.320   | 1.234   | 15           | 7            | 8            | 1.189        | 1.205        | 30     | 16     | 14     | 2.509  | 2.439  | +70    |
| Play-off             | -     | 1       | 0       | 1       | 85      | 99      | 2            | 0            | 2            | 143          | 167          | 3      | 0      | 3      | 228    | 266    | -38    |
| Totale Serie A       | 32    | 16      | 9       | 7       | 1.490   | 1.432   | 17           | 7            | 10           | 1.499        | 1.515        | 33     | 16     | 17     | 2.737  | 2.705  | +32    |
| Eurolega             | 0     | 5       | 0       | 5       | 350     | 418     | 5            | 0            | 5            | 340          | 421          | 10     | 0      | 10     | 690    | 839    | -149   |
| Eurocup - Last 32    | 6     | 3       | 3       | 0       | 244     | 220     | 3            | 0            | 3            | 219          | 260          | 6      | 3      | 3      | 463    | 480    | -17    |
| Totale Coppe europee | 6     | 8       | 3       | 5       | 594     | 638     | 8            | 0            | 8            | 559          | 681          | 16     | 3      | 13     | 1.153  | 1.319  | -166   |
| Coppa Italia         | -     | -       | -       | -       | -       | -       | -            | -            | -            | -            | -            | 1      | 0      | 1      | 89     | 97     | -8     |
| Supercoppa italiana  | -     | -       | -       | -       | -       | -       | -            | -            | -            | -            | -            | 1      | 0      | 1      | 78     | 79     | -1     |
| Totale               | 38    | 24      | 12      | 12      | 2.084   | 2.070   | 25           | 7            | 18           | 2.058        | 2.196        | 51     | 19     | 32     | 4.057  | 4.200  | -143   |

### Statistiche dei giocatori
In corsivo i giocatori ceduti a stagione in corso
| Giocatore     | Serie A | Serie A | Serie A | Serie A | Eurolega+Eurocup | Eurolega+Eurocup | Eurolega+Eurocup | Eurolega+Eurocup | Coppa Italia | Coppa Italia | Coppa Italia | Coppa Italia | Supercoppa | Supercoppa | Supercoppa | Supercoppa | Totale | Totale | Totale | Totale |
| Giocatore     | PG      | PTI     | AST     | RIM     | PG               | PTI              | AST              | RIM              | PG           | PTI          | AST          | RIM          | PG         | PTI        | AST        | RIM        | PG     | PTI    | AST    | RIM    |
| ------------- | ------- | ------- | ------- | ------- | ---------------- | ---------------- | ---------------- | ---------------- | ------------ | ------------ | ------------ | ------------ | ---------- | ---------- | ---------- | ---------- | ------ | ------ | ------ | ------ |
| J. Akognon    | 14      | 209     | 24      | 19      | -                | -                | -                | -                | 1            | 8            | 2            | 4            | -          | -          | -          | -          | 15     | 217    | 26     | 23     |
| J. Alexander  | 31      | 387     | 35      | 138     | 9+6              | 98+70            | 7+8              | 44+23            | 1            | 12           | 0            | 3            | 1          | 3          | 2          | 3          | 48     | 570    | 52     | 211    |
| L. D'Ercole   | 22      | 34      | 13      | 15      | 8+2              | 5+0              | 2+0              | 5+0              | 0            | 0            | 0            | 0            | 1          | 0          | 0          | 0          | 33     | 39     | 15     | 20     |
| G. Devecchi   | 32      | 70      | 15      | 43      | 10+5             | 32+3             | 13+2             | 7+6              | 1            | 3            | 0            | 0            | 1          | 0          | 1          | 0          | 49     | 108    | 31     | 56     |
| C. Eyenga     | 18      | 166     | 26      | 78      | 10+3             | 108+29           | 22+5             | 40+7             | -            | -            | -            | -            | 1          | 16         | 1          | 7          | 32     | 319    | 54     | 132    |
| M. Formenti   | 23      | 67      | 15      | 31      | 6+6              | 7+23             | 2+6              | 6+8              | 0            | 0            | 0            | 0            | 1          | 0          | 0          | 1          | 36     | 97     | 23     | 46     |
| M. Haynes     | 18      | 236     | 77      | 43      | 10+4             | 130+60           | 32+26            | 14+4             | -            | -            | -            | -            | 1          | 10         | 3          | 4          | 33     | 436    | 138    | 65     |
| K. Kadji      | 14      | 110     | 7       | 50      | -                | -                | -                | -                | 1            | 4            | 0            | 3            | -          | -          | -          | -          | 15     | 114    | 7      | 53     |
| D. Logan      | 33      | 549     | 142     | 101     | 8+6              | 91+74            | 23+13            | 10+17            | 1            | 29           | 8            | 1            | 1          | 13         | 2          | 2          | 49     | 756    | 188    | 131    |
| D. Marconato  | 1       | 0       | 0       | 0       | 3+0              | 2+0              | 0+0              | 4+0              | 0            | 0            | 0            | 0            | 0          | 0          | 0          | 0          | 4      | 2      | 0      | 4      |
| T. Mitchell   | 8       | 71      | 24      | 52      | +3               | +32              | +10              | +11              | 1            | 16           | 0            | 12           | -          | -          | -          | -          | 12     | 119    | 34     | 75     |
| F. Pellegrino | 2       | 0       | 0       | 0       | 3+0              | 0+0              | 0+0              | 3+0              | -            | -            | -            | -            | -          | -          | -          | -          | 5      | 0      | 0      | 3      |
| A. Pompianu   | 0       | 0       | 0       | 0       | 0                | 0                | 0                | 0                | 0            | 0            | 0            | 0            | 0          | 0          | 0          | 0          | 0      | 0      | 0      | 0      |
| B. Petway     | 27      | 104     | 15      | 87      | 7+6              | 31+24            | 5+5              | 24+18            | 1            | 6            | 1            | 3            | 1          | 9          | 1          | 3          | 42     | 174    | 27     | 135    |
| B. Sacchetti  | 32      | 141     | 35      | 106     | 10+6             | 38+15            | 7+6              | 26+7             | 1            | 2            | 2            | 4            | 1          | 5          | 1          | 3          | 50     | 201    | 51     | 146    |
| R. Stipčević  | 33      | 311     | 70      | 56      | 10+6             | 65+57            | 17+15            | 13+11            | 1            | 9            | 3            | 5            | 1          | 13         | 0          | 2          | 51     | 455    | 105    | 87     |
| J. Varnado    | 29      | 282     | 26      | 139     | 9+6              | 83+76            | 11+5             | 46+34            | 0            | 0            | 0            | 0            | 1          | 9          | 1          | 6          | 45     | 450    | 43     | 225    |